# Gelbkopf-Buntbarsch
Der Gelbkopf-Buntbarsch (Amatitlania nanolutea) ist ein kleiner Süßwasserfisch aus der Familie der Buntbarsche (Cichlidae), der im nordwestlichen Panama im Einzugsgebiet des Rio Guarumo in der Provinz Bocas del Toro vorkommt.

## Merkmale
Das größte bisher vermessene Exemplar hatte eine Gesamtlänge von 8,4 cm und eine Standardlänge von 6,4 cm. Der Gelbkopf-Buntbarsch hat einen gedrungenen, hochrückigen und seitlich stark abgeflachten Körper. Mit Ausnahme der transparenten Brustflossen sind die Tiere gelblich gefärbt. Wie beim bekannten und nah verwandten Zebrabuntbarsch verlaufen auf den Körperseiten dunkel, senkrechte Bänder, die aber wesentlich weniger deutlich entwickelt sind als beim Zebrabuntbarsch. Stirn und Rücken schimmern leicht grünlich, der hintere Rumpf etwas bläulich. Weibchen lassen sich durch einen dunklen Fleck in der Rückenflosse vom Männchen unterscheiden.

## Systematik
Der Gelbkopf-Buntbarsch wurde im Jahr 1994 durch den französischen Ichthyologen Robert Allgayer erstmals wissenschaftlich beschrieben und damals der Gattung Archocentrus zugeordnet. Später erfolgten Zuordnungen zu Cichlasoma und Cryptoheros. Seit einer im Jahr 2016 veröffentlichten Revision der mittelamerikanischen Buntbarsche gehört die Art zu Amatitlania.

## Belege
1. 1 2  Rainer Stawikowski und Uwe Werner: Die Buntbarsche Amerikas, Bd. 1 Verlag Eugen Ulmer, 1998, ISBN 978-3-8001-7270-2, S. 458–459.
2. ↑  Říčan, O., Piálek, L., Dragová, K. & Novák, J. (2016): Diversity and evolution of the Middle American cichlid fishes (Teleostei: Cichlidae) with revised classification (Memento des Originals vom 5. April 2016 im Internet Archive)  Info: Der Archivlink wurde automatisch eingesetzt und noch nicht geprüft. Bitte prüfe Original- und Archivlink gemäß Anleitung und entferne dann diesen Hinweis.. Vertebrate Zoology, 66 (1): 1–102.
3. ↑  Amatitlania nanolutea auf Fishbase.org (englisch)